# Lavrin-Diplom
Das Lavrin-Diplom (Lavrinova diploma) ist eine Auszeichnung, die der Verband slowenischer Literaturübersetzer (Društvo slovenskih književnih prevajalcev, DSKP) für ein qualitätvolles Opus von Übersetzungen slowenischer Literatur (Belletristik, Human- und Sozialwissenschaften) in andere Sprachen oder für einen bedeutenden Beitrag zur Etablierung slowenischer Literatur im Ausland vergibt. Das Diplom wurde 2003 erstmals vergeben und ist nach dem slowenischen Übersetzer, Literaturhistoriker, Essayisten, Schriftsteller und Professor an der University of Nottingham Janko Lavrin (1887–1986) benannt.

## Empfänger des Lavrin-Diploms
- 2003    František Benhart
- 2004    Klaus Detlef Olof
- 2005    Jolka Milič
- 2006    Orsolya Gállos
- 2007    Josip Osti
- 2008    Katarina Šalamun Biedrzycka
- 2009    Luko Paljetak
- 2010    Erwin Köstler
- 2011    Andrée Lück Gaye
- 2012    Projekt Litterae Slovenicae
- 2013    Ciril Zlobec
- 2014    Fabjan Hafner
- 2015    Michael Biggins
- 2016    Pablo Juan Fajdiga
- 2017    Ljudmil Dimitrov
- 2018    Kari Klemelä
- 2019    Darja Betocchi
- 2020    Simona Škrabec
- 2021    Rawley Grau
- 2022    Ludwig Hartinger
- 2023    Patrizia Raveggi